# Via Chiaia
Via Chiaia è una strada del centro storico di Napoli, per metà appartenente al quartiere San Ferdinando (da piazza Trieste e Trento al Ponte di Chiaia) e per metà al quartiere di Chiaia (dal Ponte di Chiaia all'incrocio con via Filangieri).
La via parte da piazza Trieste e Trento, nei pressi di piazza del Plebiscito e di via Toledo, e termina a piazza dei Martiri, vicino alla Riviera di Chiaia.

## Storia
È facilmente intuibile dal percorso che assume la strada che era in precedenza un alveo naturale che si snodava ai piedi del monte Echia.
Via Chiaia era la strada che portava all'estremo ovest della città e ai Campi Flegrei via costa.
Accrebbe la sua importanza il collocamento dell'antica porta Petruccia poi detta porta di Santo Spirito (perché posta vicino al convento di Santo Spirito oggi non più esistente) alla fine della strada, presso l'incrocio con via Santa Caterina. La porta fu chiamata da allora porta di Chiaia e talvolta porta Romana visto che dopo i Campi Flegrei veniva Roma, percorrendo la via Domiziana.
La porta fu abbattuta nel 1782, quando l'espansione verso ovest era davvero necessaria per la città.

## Descrizione
Via Chiaia è assieme a via dei Mille una delle più eleganti e conosciute strade di Napoli per lo shopping d'élite.
La strada è comunque costituita da numerosi importanti edifici e chiese monumentali, tra i quali si ricordano alcuni di essi:
| Immagine | Nome                              | Descrizione |
| -------- | --------------------------------- | --- |
|          | Chiesa di Sant'Orsola a Chiaia    | La Chiesa di Sant'Orsola a Chiaia, seppur abbia perso dopo i restauri ottocenteschi gran parte del suo pregio originario, presenta pregiati affreschi sugli archi della navata e sulla volta. |
|          | Chiesa di Santa Caterina a Chiaia | La seicentesca Chiesa di Santa Caterina a Chiaia, pur presentando una modesta facciata, può vantare dei pregevoli e vasti interni; nell'edificio di culto, infatti, sono custodite opere di Antonio Sarnelli e Benedetto Torre e inumate personalità del calibro di Maria Clotilde di Borbone-Francia.                                                 |
|          | Palazzo Cellammare                | Il Palazzo Cellammare è un antico palazzo nobiliare fondato nel XVI secolo per volontà dell'abate di Stigliano Giovanni Francesco Carafa. La connotazione odierna del palazzo, che ha conosciuto numerosi interventi di abbellimento successivi alla sua fondazione, connota una «mescolanza del severo e del pomposo, del cinquecento e del barocco». |
|          | Ponte di Chiaia                   | Il Ponte di Chiaia, costruito nel 1636 per collegare la zona di Pizzofalcone con i Quartieri Spagnoli, è in stile neoclassico e presenta varie decorazioni marmoree. Solo una delle due arcate che la compongono è visibile, per via dei palazzi costruiti in seguito.                                                                                 |
|          | Teatro Sannazzaro                 | Il Teatro Sannazzaro, altrimenti noto come Bomboniera di via Chiaia, venne inaugurato nell'Ottocento. Calcarono il suo palcoscenico grandi interpreti, come Emma Gramatica e Ruggero Ruggeri. |

Lungo la strada sono diversi anche i negozi storici della città, come il Gran Caffè Gambrinus, il quale costituisce l'inizio proprio di via Chiaia, avendo come indirizzo via Chiaia n. 1. Altro luogo storico presente lungo il tracciato è la pizzeria Brandi, dove nel giugno 1889 fu inventata la pizza Margherita.
La via termina poi a piazza dei Martiri, dalla quale si può accedere alla Riviera di Chiaia scendendo per via Calabritto, o al Chiatamone, scendendo per via Domenico Morelli. Poco prima della piazza invece, dopo il palazzo Cellammare, svoltando a destra, è possibile giungere a via dei Mille.
Via Chiaia, infine, affianca sul lato destro (rispetto a chi sale) i Quartieri Spagnoli offrendo interessanti scorci degli stessi spesso fotografati dai turisti.
La via è esclusivamente destinata al transito pedonale.